# King Pharmaceuticals
King Pharmaceuticals war ein im S&P 500 gelistetes US-amerikanisches Pharmazieunternehmen aus den Vereinigten Staaten. Es wurde 1994 gegründet und 2010 von Pfizer übernommen.
Der Hauptsitz des Unternehmens befand sich in Bristol, Tennessee. King Pharmaceuticals stellte eine große Anzahl von verschiedenen Medikamenten her, insbesondere Altace für Herzinfarktvorsorge, Levoxyl für Hyphothyroidism, Sonata, ein Schlafstörungsmedikament und Skelaxin, ein Muskelentspannungsmedikament.
Monarch Pharmaceuticals, Inc. war ein Tochterunternehmen.